# Pârâul Fundurilor
Pârâul Fundurilor este un curs de apă afluent al râului Bouleț Mic.

## Hărți
- Parcul Vânători-Neamț